# بوریچانگ
بوریچانگ (به لاتین: Burichang) یک منطقهٔ مسکونی در بنگلادش است که در ناحیه کومیلا واقع شده‌است. بوریچانگ ۱۶۳٫۷۶ کیلومتر مربع مساحت و ۲۲۸٬۴۷۹ نفر جمعیت دارد.